# Борисов, Николай Сергеевич
Никола́й Серге́евич Бори́сов (род. 29 июля 1950, Ессентуки, Ставропольский край, РСФСР, СССР) — советский и российский историк, специализирующийся на древнерусском периоде истории России. Доктор исторических наук (2000), заслуженный профессор МГУ (2010). Заведующий кафедрой истории России до начала XIX века исторического факультета МГУ (2007—2023). Лауреат премии митрополита Макария III степени (1999), Лауреат Всероссийской премии «За верность науке» (2021). Член Ассоциации выпускников Исторического факультета МГУ; член Ассоциации участников программы Фулбрайта, США.

## Биография
Родился в городе Ессентуки в семье служащих — мать работала инженером на транспорте, а отец журналистом в газете «Гудок», в которой прошел все ступеньки — от младшего литсотрудника до главного редактора. До того, как поступить в университет и обнаружить в себе потенциал историка, некоторое время работал слесарем. В 1974 году окончил исторический факультет МГУ (тема диплома — «Социально-политическое содержание литературной деятельности митрополита Киприана»). В 1977 году защищает диссертацию на соискание ученой степени кандидата исторических наук «Русская культура и татаро-монгольское иго» (научный руководитель обеих работ — Б. А. Рыбаков). В 2000 году защитил докторскую диссертацию, вышедшую тогда же книгой — «Политика московских князей. Конец XIII — первая половина XIV вв.».
Основные научные интересы — история культуры, церкви, быта средневековой Руси, политическая история средневековой Руси, краеведение, история архитектуры.
В 1999 году стал лауреатом премии памяти митрополита Макария за книгу «Политика московских князей. Конец XIII — первая половина XIV вв».
Борисов преподаёт на историческом факультете МГУ. Положил начало систематическим поездкам студентов-историков в Соловецкий музей-заповедник. Семинары Н. С. Борисова по истории России до конца XVIII века выделяются рассмотрением исторического процесса (указанного периода) не только в источниковедческом и фактологическом, но также и в историософском аспекте.
В конце 2007 года, после кончины Леонида Милова, возглавил кафедру истории России до XIX века исторического факультета МГУ им. М. В. Ломоносова.
Член объединённого диссертационного совета Д 999.073.04 по теологии Общецерковной аспирантуры и докторантуры имени святых равноапостольных Кирилла и Мефодия, Православного Свято-Тихоновского гуманитарного университета, Московского государственного университета имени М. В. Ломоносова и Российской академии народного хозяйства и государственной службы при Президенте Российской Федерации.
Женат. Владеет английским языком. Вёл программу «История России. Лекции» на телеканале «Бибигон». Интервью с Борисовым включено в документальный фильм «Кто убил Ивана Грозного» (телекомпания BBC). Книги Борисова изданы в сериях «Жизнь замечательных людей» и «Повседневная жизнь человечества» (издательство «Молодая гвардия», Москва).
Соавтор сценария телесериала «Годунов».
В 1997 году награждён государственной наградой — медалью «В память 850-летия Москвы».

## Основные работы
Книги
- Окрестности Ярославля. — М.: Искусство, 1984. — 160 с. — (Дороги к прекрасному). — 85 000 экз.
- Русская церковь в политической борьбе XIV—XV веков / Рец.: И. Б. Греков, Я. Н. Щапов, В. С. Шульгин. — М.: Изд-во МГУ, 1986. — 208 с. — 20 600 экз.
- Церковные деятели средневековой Руси XIII—XVII вв. / Рец.: А. Г. Кузьмин, В. С. Шульгин. — М.: Изд-во МГУ, 1988. — 200 с. — 30 000 экз. — ISBN 5-211-00031-5.
- И свеча бы не угасла…: Исторический портрет Сергия Радонежского. — М.: Молодая гвардия, 1990. — 304 с. — (Исторические портреты). — 100 000 экз. — ISBN 5-235-00329-2.
- Государевы большие воеводы: (Малоизвестные русские полководцы) // Подвиг: Героико-патриот. литературно-худож. альманах. Вып. 38. — М.: Молодая гвардия, 1991. — С. 3—33. — (Подвиг).
- Русские полководцы XIII—XVI веков. — М.: Просвещение, 1993.
- От Ярославля до Вологды. — М.: Искусство, 1995. — 176 с. — (Дороги к прекрасному). — 3000 экз. — ISBN 5-210-02366-4.
- Иван Калита. — М.: Молодая гвардия, 1995. — 304 с. — (Жизнь замечательных людей). — 10 000 экз. — ISBN 5-235-02263-7. (2-е изд. 2005)
- Политика Московских князей: Конец XIII — первая половина XIV вв.. — М.: Изд-во МГУ, 1999. — 392 с. — (Труды Исторического факультета МГУ (4). Серия II. Исторические исследования). — ISBN 5-211-04020-1.
- Повседневная жизнь Средневековой Руси накануне конца света / pdf. — М.: Молодая гвардия, 2004. — 544 с. — (Живая история: Повседневная жизнь человечества). — 5000 экз. — ISBN 5-235-02752-3.
- История России с древнейших времен до конца XVII века: Учебник для 10 класса средней школы. — М.: Просвещение, 2005.
- Иван III. — 4-е изд. — М.: Молодая гвардия, 2018. — 644 с. — (Жизнь замечательных людей). — 3000 экз. — ISBN 978-5-235-04090-8.
- Окрестности Ярославля. — М.: АСТ: Астрель: Хранитель, 2007. — 192 с. — (Самые красивые места России). — 3000 экз. — ISBN 978-5-17-038463-1., ISBN 978-5-271-14486-8, ISBN 978-5-9762-0871-1
- Борисов Н. С., Марасинова Л. М. Малые города Верхневолжья: Рыбинск. Мышкин. Пошехонье (архитектурно-художественные памятники XVII-XIX веков). — М.: АСТ: Астрель: Хранитель, 2007. — 288 с. — (Самые красивые места России). — 1500 экз. — ISBN 978-5-17-047560-5., ISBN 978-5-271-18390-4, ISBN 978-5-9762-5086-4
- Ярославское Заволжье. — М.: АСТ: Астрель: Хранитель, 2007. — 192 с. — (Самые красивые места России). — 1500 экз. — ISBN 978-5-17-044473-1., ISBN 978-5-271-14822-4, ISBN 978-5-9762-3961-6
- Сергий Радонежский. — 2-е изд. — М.: Молодая гвардия, 2009. — 336 с. — (Жизнь замечательных людей). — 5000 экз. — ISBN 978-5-235-03284-2.
- Что я знаю об истории своей страны. — М.: Просвещение, 2009. — 192 с. — (Твой кругозор). — 5000 экз. — ISBN 978-5-09-017159-5.
- Повседневная жизнь русского путешественника в эпоху бездорожья. — М.: Молодая гвардия, 2010. — 480 с. — (Живая история: Повседневная жизнь человечества). — 4000 экз. — ISBN 978-5-235-03389-4.
- Возвышение Москвы. — М.: Русский Миръ, 2011. — 576 с. — (Pro patria: историко-политологическая библиотека). — 2000 экз. — ISBN 978-5-89577-157-0.
- Стражи русских рубежей. — М.: Просвещение, 2011. — 176 с. — (Твой кругозор). — 5000 экз. — ISBN 978-5-09-022880-0.
- Дмитрий Донской. — М.: Молодая гвардия, 2014. — 512, [32] с. — (Жизнь замечательных людей. Серия биографий: Вып. 1674 (1474)). — 5000 экз. — ISBN 978-5-235-03687-1.
- Михаил Тверской — М.: Молодая гвардия, 2017. — 284[4] с.: ил. (Жизнь замечательных людей: сер. биогр.; вып. 1593). ISBN 978-5-235-03906-3

Статьи
- Социально-политическое содержание литературной деятельности митрополита Киприана // Вестник Московского университета. История. — М.: МГУ, 1975. — № 6.
- Русская архитектура и монголо-татарское иго (1238—1300) // Вестник Московского университета. Сер. IX. История. 1976. № 6.
- Куликовская битва и русская живопись XIV-XV вв. // Украинский исторический журнал. — 1980. — № 9.
- Чума и возвышение Москвы // Родина. — 2014. — № 5. — С. 61—64.